# Ulcus

Ett ulcus är ett sår i hud eller slemhinna som uppkommit till följd av en sjuklig process, till skillnad från sår som uppkommit genom yttre våld. Ofta används ordet ulcus synonymt till magsår, men den korrekta benämningen på magsår är egentligen ulcus ventriculi respektive ulcus duodeni.